# Agrocybe
Agrocybe Fayod, Annls Sci. Nat., Bot., sér. 7 9: 358 (1889)
Agrocybe è un genere di funghi basidiomiceti appartenente alla famiglia Bolbitiaceae.

## Descrizione del genere

### Cappello
Liscio, biancastro o color camoscio.

### Gambo
Biancastro con anello evidente.
- Gambo e cappello non facilmente separabili.

### Lamelle
Bruno-grigiastre, poi bruno scure.

### Spore
Brune e lisce con poro germinativo.
Le specie comprese in questo genere sono state distaccate dalle Pholiota in cui erano incluse.

## Commestibilità delle specie
Interessante.

Genere conosciuto al grande pubblico per via di una specie molto popolare, l'Agrocybe aegerita, meglio nota con l'appellativo di "pioppino", uno dei funghi più apprezzati.

Diverse specie sono commestibili, altre sono senza valore, non risultano specie velenose.

## Specie di Agrocybe
La specie tipo è Agrocybe praecox (Pers.) Fayod (1889), altre specie incluse sono:
| - Agrocybe acericola (Peck) Singer (1950) - Agrocybe aegerita (V. Brig.) Singer (1951) - Agrocybe allocystis Singer (1969) - Agrocybe alnetorum Lamoure - Agrocybe amara (Murrill) Singer (1942) - Agrocybe amoena (Weinm.) Singer (1936) - Agrocybe angusticeps (Peck) Watling (1981) - Agrocybe apepla Singer (1978) - Agrocybe aporata Watling & S.P. Abraham (1986) - Agrocybe arvalis (Fr.) Singer (1936) - Agrocybe attenuata (Kühner) P.D. Orton (1960) - Agrocybe autumnalis (Velen.) Kuyper (1985) - Agrocybe avellanea (Murrill) Watling (1977) - Agrocybe badia (Petch) Pegler (1986) - Agrocybe bokotensis (Beeli) Watling (1973) - Agrocybe broadwayi (Murrill) Dennis (1953) - Agrocybe brunneola (Fr.) Bon (1980) - Agrocybe calicutensis K.A. Thomas & Manim. (2003) - Agrocybe cameobrunneus Watling (1973) - Agrocybe carbonicola Migl. & Coccia (1993) - Agrocybe carolae Arras, Brotzu, Contu & Piga (1998) - Agrocybe chrysocystidiata Guzmán & V. Mora (1984) - Agrocybe collybiiformis (Murrill) Singer (1951) - Agrocybe coniferarum Raithelh. (1986) - Agrocybe coniophora Romagn. (1963) - Agrocybe coprophila Katajev (1951) - Agrocybe cubensis (Murrill) Singer (1978) - Agrocybe cyanescens Contu (1997) - Agrocybe cylindracea (DC.) Gillet (1874) - Agrocybe dennisii Watling (1977) - Agrocybe dura (Bolton) Singer (1936) - Agrocybe earlei (Murrill) Dennis ex Singer (1978) - Agrocybe edulis (Peck) Watling (1977) - Agrocybe elatella (P. Karst.) Vesterh. (1989) - Agrocybe elegantior Watling (1973) - Agrocybe erebia (Fr.) Kühner ex Singer (1939) - Agrocybe farinacea Hongo (1957) - Agrocybe fimicola (Speg.) Singer (1950) - Agrocybe firma (Peck) Singer (1940) - Agrocybe gasteromycetoides Watling (1977) - Agrocybe guruvayoorensis K.A. Thomas & Manim. (2003) - Agrocybe hesleri Watling (1977) - Agrocybe holophlebia (Berk.) E. Horak (1979) - Agrocybe hortensis (Burt) Singer (1978) - Agrocybe howeana (Peck) Singer (1951) - Agrocybe illicita Peck (1977) - Agrocybe indica Watling & S.P. Abraham (1986) - Agrocybe insignis Singer (1941) - Agrocybe irritans Raithelh. (1984) - Agrocybe karelica Singer (1941) - Agrocybe karnatakensis Sathe & S.M. Kulk. (1981) - Agrocybe lazoi Singer (1969) - Agrocybe leechii (A.H. Sm.) Watling (1975) - Agrocybe lenticeps (Peck) Singer (1973) - Agrocybe limonia (Cooke & Massee) Pegler (1965) - Agrocybe malesiana Watling (1993) - Agrocybe manihotis Pegler (1968) - Agrocybe manihotis var. manihotis Pegler (1968) - Agrocybe manihotis var. microspora Natarajan & Raman (1983) | - Agrocybe media Hongo (1972) - Agrocybe metuloidiphora Ballero, Contu & Martis (1991) - Agrocybe microspora Singer (1978) - Agrocybe molesta (Lasch) Singer (1978) - Agrocybe mullauna Grgur. (1997) - Agrocybe munnarensis K.A. Thomas & Manim. (2003) - Agrocybe musae (Earle) Pegler (1987) - Agrocybe musicola Natarajan & Purush. (1989) - Agrocybe neocoprophila Singer (1953) - Agrocybe occidentalis Watling & H.E. Bigelow (1983) - Agrocybe ochracea Nauta (2004) - Agrocybe ochraceobrunneus Watling (1973) - Agrocybe olida (Cooke & Massee) Pegler (1965) - Agrocybe olivacea Watling & G.M. Taylor (1987) - Agrocybe ombrophila (Fr.) Konrad & Maubl. (1949) - Agrocybe pallida (Murrill) Watling (1977) - Agrocybe paludosa (J.E. Lange) Kühner & Romagn. (1987) - Agrocybe paradoxa Singer (1973) - Agrocybe parasitica G. Stev. (1982) - Agrocybe parrumbala Grgur. (1997) - Agrocybe pascuensis (Murrill) Watling (1981) - Agrocybe pediades (Fr.) Fayod (1889) - Agrocybe peradenica Pegler (1986) - Agrocybe platysperma (Peck) Singer (1973) - Agrocybe procera Singer (1969) - Agrocybe pruinatipes (Peck) Watling (1977) - Agrocybe pseudoerebia Har. Takah. (2001) - Agrocybe puiggarii (Speg.) Singer (1951) - Agrocybe pusiola (Fr.) R. Heim (1934) - Agrocybe putaminum (Maire) Singer (1936) - Agrocybe recalva (Lasch) Singer (1986) - Agrocybe retigera (Speg.) Singer (1951) - Agrocybe rivulosa Nauta (2003) - Agrocybe sacchari (Murrill) Dennis (1953) - Agrocybe salicacicola Zhu L. Yang, M. Zang & X.X. Liu (1993) - Agrocybe setulosa G. Moreno & Barrasa (1984) - Agrocybe smithii Watling & H.E. Bigelow (1983) - Agrocybe sororia (Peck) Singer (1978) - Agrocybe sphaleromorpha (Bull.) Fayod (1889) - Agrocybe splendida Clémençon (1977) - Agrocybe splendidoides Migl. & Coccia (1993) - Agrocybe stepposa Svrček (1983) - Agrocybe stereoraria Pegler (1977) - Agrocybe subamara (Murrill) Watling (1977) - Agrocybe tabacina (DC.) Konrad & Maubl. (1949) - Agrocybe tibetensis (Massee) Guzmán (1978) - Agrocybe tropicalis (Speg.) Guzmán (1978) - Agrocybe tucumana (Singer) Watling (1981) - Agrocybe tunicola Grgur. (1997) - Agrocybe underwoodii (Murrill) Singer (1962) - Agrocybe vermiflua (Peck) Watling (1977) - Agrocybe vervacti (Fr.) Singer (1936) - Agrocybe viscosa Singer (1969) - Agrocybe washingtonensis (Murrill) Watling (1977) - Agrocybe wayanadensis K.A. Thomas & Manim. (2003) - Agrocybe xanthocystis Bon & Jamoni (1993) - Agrocybe xerophytica Singer (1959) - Agrocybe xuchilensis (Murrill) Singer (1958) |

## Sinonimi
- Cyclopus (Quélet) Barbier, Bull. Soc. Sci. Nat. Saône-et-Loire ser. 2. 33: 131, 139. 1907.